# 賀徳仁
賀 徳仁（が とくじん、生没年不詳）は、南朝陳から唐にかけての文学者・政治家。本貫は越州山陰県。

## 経歴
南朝陳の散騎常侍の賀朗の子として生まれた。従兄の賀徳基とともに周弘正に師事し、文章の才能で知られた。徳仁の従兄弟8人も優秀であったので、後漢の荀氏の八龍にたとえられ、会稽郡太守の王伯山により賀氏の居住地の甘滂里は高陽里と名を改められた。
徳仁は南朝陳において呉興王陳胤の王友となった。隋に入って、楊素の推薦を受けて、豫章王記室に任じられ、豫章王楊暕の厚遇を受けた。楊暕が斉王に徙封されると、徳仁は斉王府属となった。楊暕が廃位されると、属官の多くは罪に問われたが、徳仁は忠謹のために免罪され、河東司法参軍に任じられた。
李淵が起兵すると、徳仁は隴西公李建成の友となった。唐が建国されると、太子中舎人となった。老年のため事務仕事に耐えられないとして、太子洗馬に転じ、蕭徳言（蕭引の子）や陳子良らとともに東宮学士となった。貞観初年、趙王李元景の王友となり、死去した。

## 伝記資料
- 『旧唐書』巻190 列伝第140上 文苑上
- 『新唐書』巻201 列伝第126 文芸上